# Museo Frisón
El Museo Frisón (en neerlandés: Fries Museum; en frisón occidental: Frysk Museum) es un museo en Leeuwarden (Frisia), Países Bajos. Su objetivo es coleccionar, preservar y exhibir piezas de arte de la cultura frisia occidental. Se trata del mayor y más antiguo museo especializado en esta temática.

## Historia y ubicación
El museo se inauguró el 13 de abril de 1881 por miembros de la Sociedad para la Preservación de la Historia y Cultura Frisia (Provinciaal Friesch Genootschap ter Beoefening van Friesche Geschied-, Oudheid- en Taalkunde), una institución fundada en 1827, que había reunido a lo largo de los años objetos relacionados con la cultura frisona.

Durante sus primeras décadas de actividad, el museo fue sucursal de Antiquarisch Kabinet van Frieslandt (Gabinete de Antigüedades de Frisia), enfocándose en objetos de uso cotidiano de los siglos xviii y xix de la ciudad de Hindelooper –y algunas otras curiosidades–, todos procedentes de la colección privada del predicador y escritor frisón Joost Hiddes Halbertsma.

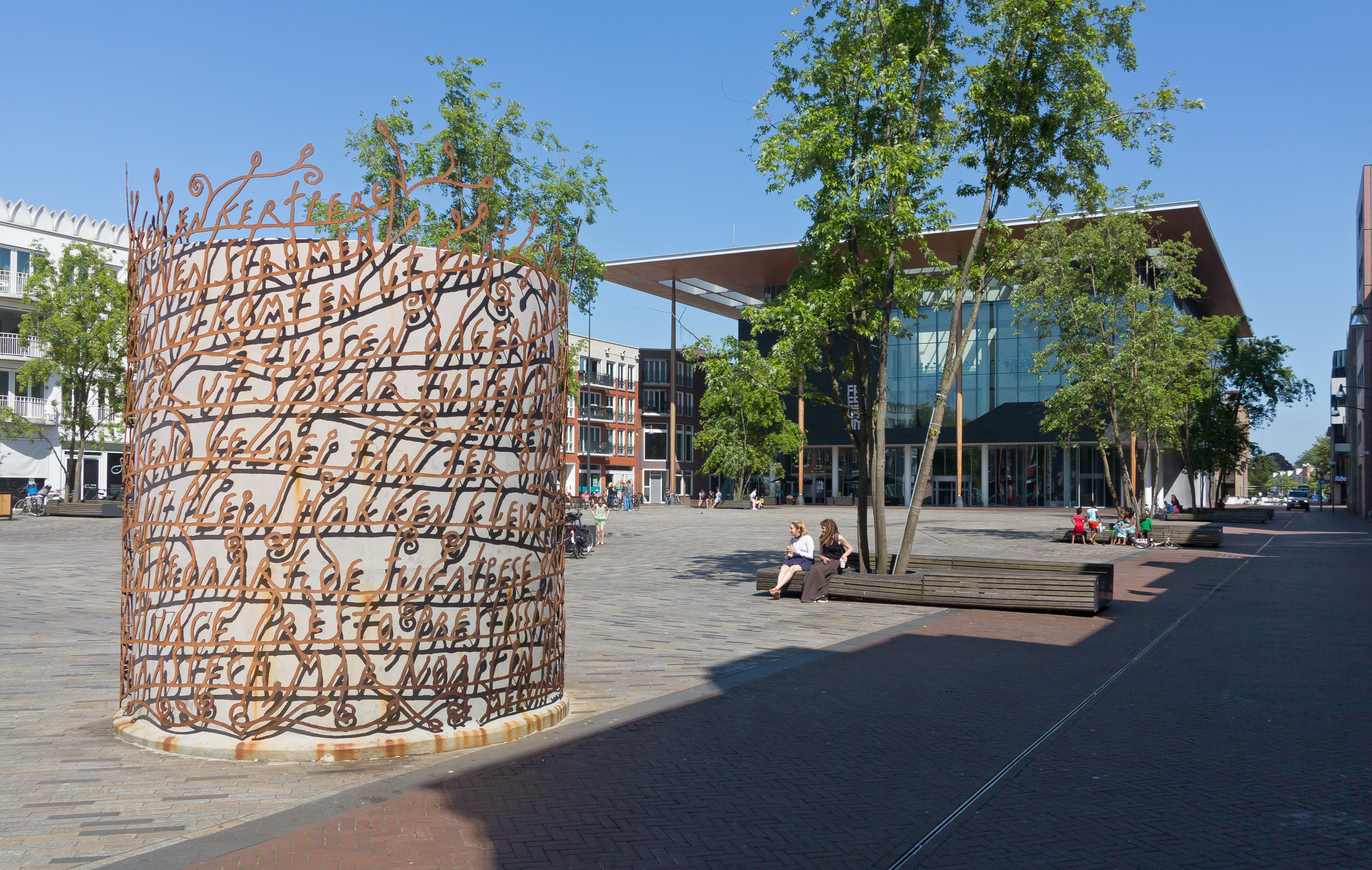
Leeuwarden, El irreemplazable, por René Knip

La primera exhibición de la colección (previa a la fundación del museo) se llevó a cabo en 1877, y resultó ser un tremendo éxito. La exhibición en sí contaba con gran número de piezas prestadas –unas 1500 en total– ya que por su condición no había conseguido reunir los fondos necesarios para tener estos objetos en propiedad. Sin embargo, tras el éxito que supuso la exhibición y los generosos ingresos que produjo, se decidió proceder a la fundación de un museo propio, habiendo adquirido gran parte de los objetos exhibidos, como también un edificio en propiedad en la Koningstraat. Es allí donde el museo abrió sus puertas al público en 1881.
Otro impulso importante al desarrollo del museo se dio cuando el rey Guillermo III le cedió una colección de numerosos retratos del Stadhouderlijk Hof – la residencia en Leeuwarden de la familia real neerlandesa hasta 1971.
En 1892 se construyó el ala nueva del edificio para poder albergar la cada vez más amplia colección del museo, con una sala principal que incorporaba un extenso tragaluz, el cual facilitaba la inspección y apreciación de los objetos y cuadros exhibidos.

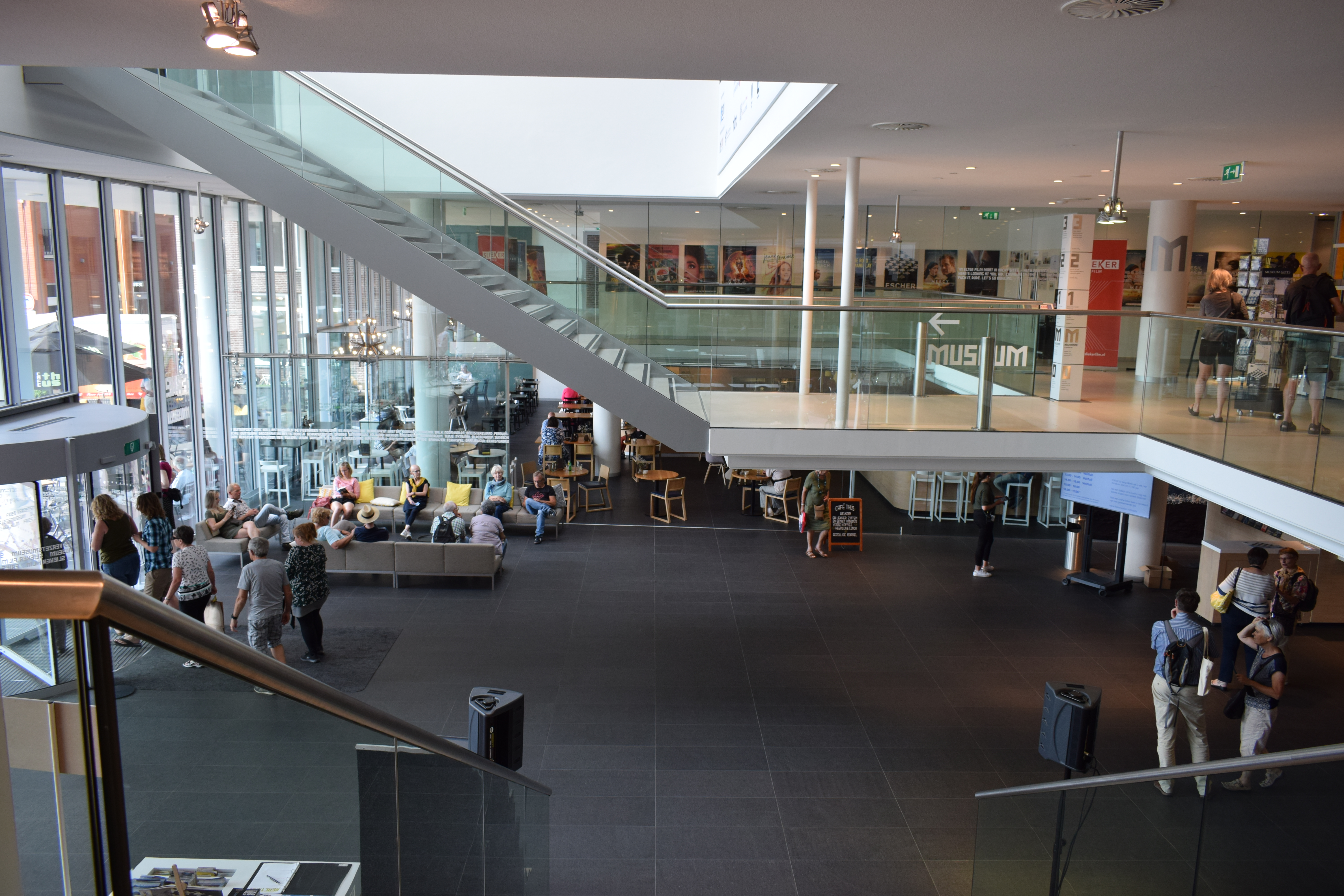
Vestíbulo del Museo

### Nuevo edificio
A finales de los años 1990, el arquitecto frisón Abe Bonnema estuvo trabajando en el diseño de un nuevo edificio para el Museo Frisón. Cuando este falleció en 2001, dejó en herencia unos 18 millones de euros para la realización de las obras. El nuevo museo, diseñado por el arquitecto neerlandés Hubert-Jan Henket, fue inaugurado en septiembre de 2013 por la reina Máxima.

## Colección
La colección del Museo Frisón consta de unos 170 000 objetos que cuentan la historia de más de ocho siglos de arte, artesanía e historia frisonas (el período comprendido desde 1200 hasta la actualidad). Actualmente, el museo exhibe alrededor de 8000 piezas, estando el resto almacenadas en varias instalaciones.
Entre los objetos más emblemáticos del museo se encuentran la Sala Hindelooper, el Tesoro Popta (cubiertos de plata de fabricación local) o la legendaria espada de Grote Pier. Otra exposición destacada es la Sala Mata Hari, dedicada a la vida de esta bailarina y espía de origen frisón, oriunda de la misma ciudad de Leeuwarden, nacida en 1876 con el nombre de Margaretha Zelle.
El museo posee además la colección más amplia de obras del retratista de finales del siglo XVI Adriaen van Cronenburch, también oriundo de la Frisia occidental. Otros pintores notables cuyas obras se incluyen en la colección son Wigerus Vitringa, Wybrand de Geest, Eelke Jelles Eelkema, Lawrence Alma-Tadema, Gerrit Benner y Jan Mankes.

### Salas
El museo cuenta con varias salas de recreaciones de la vida de la comunidad frisona, entre las que destacan:

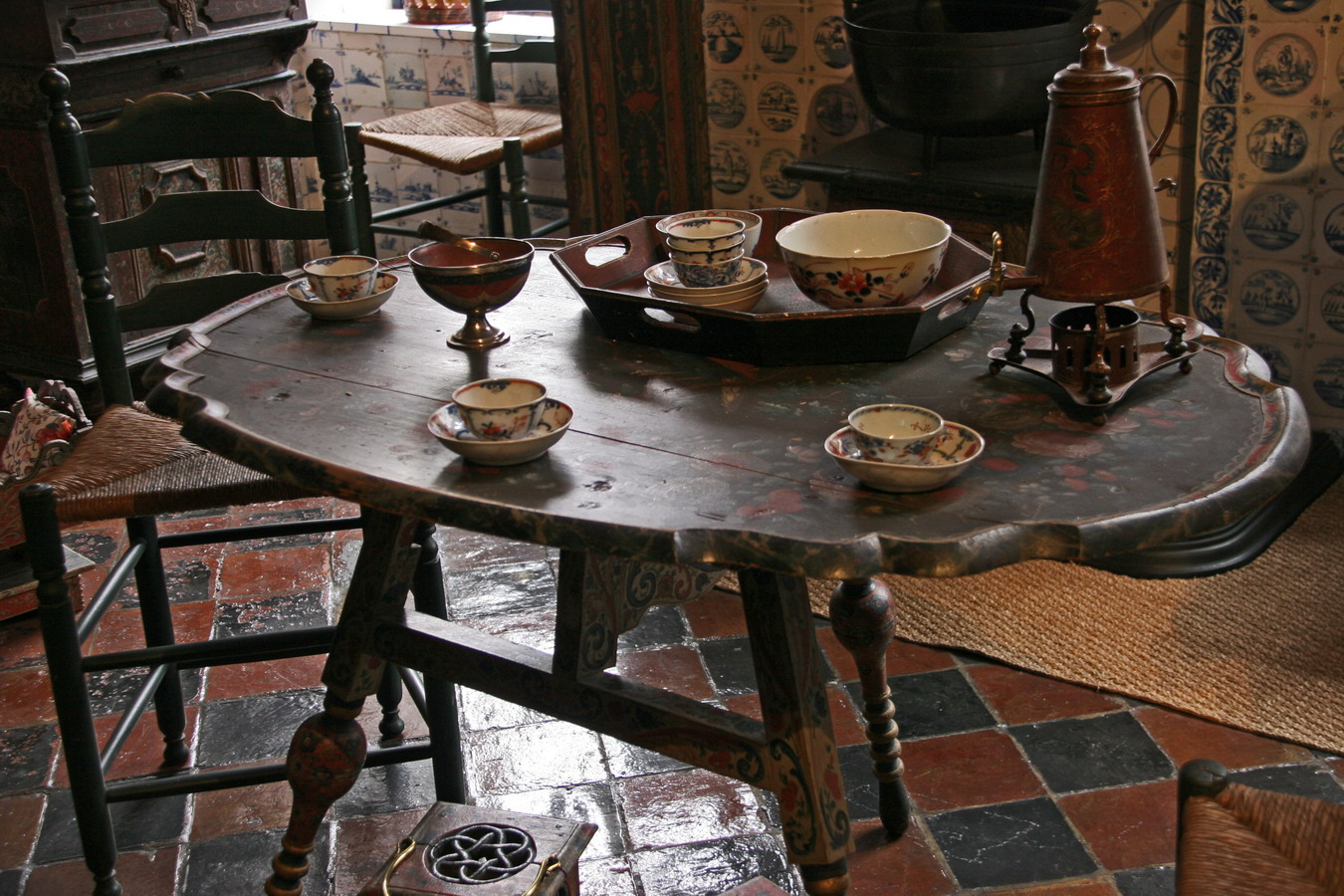
La Sala Hindelooper
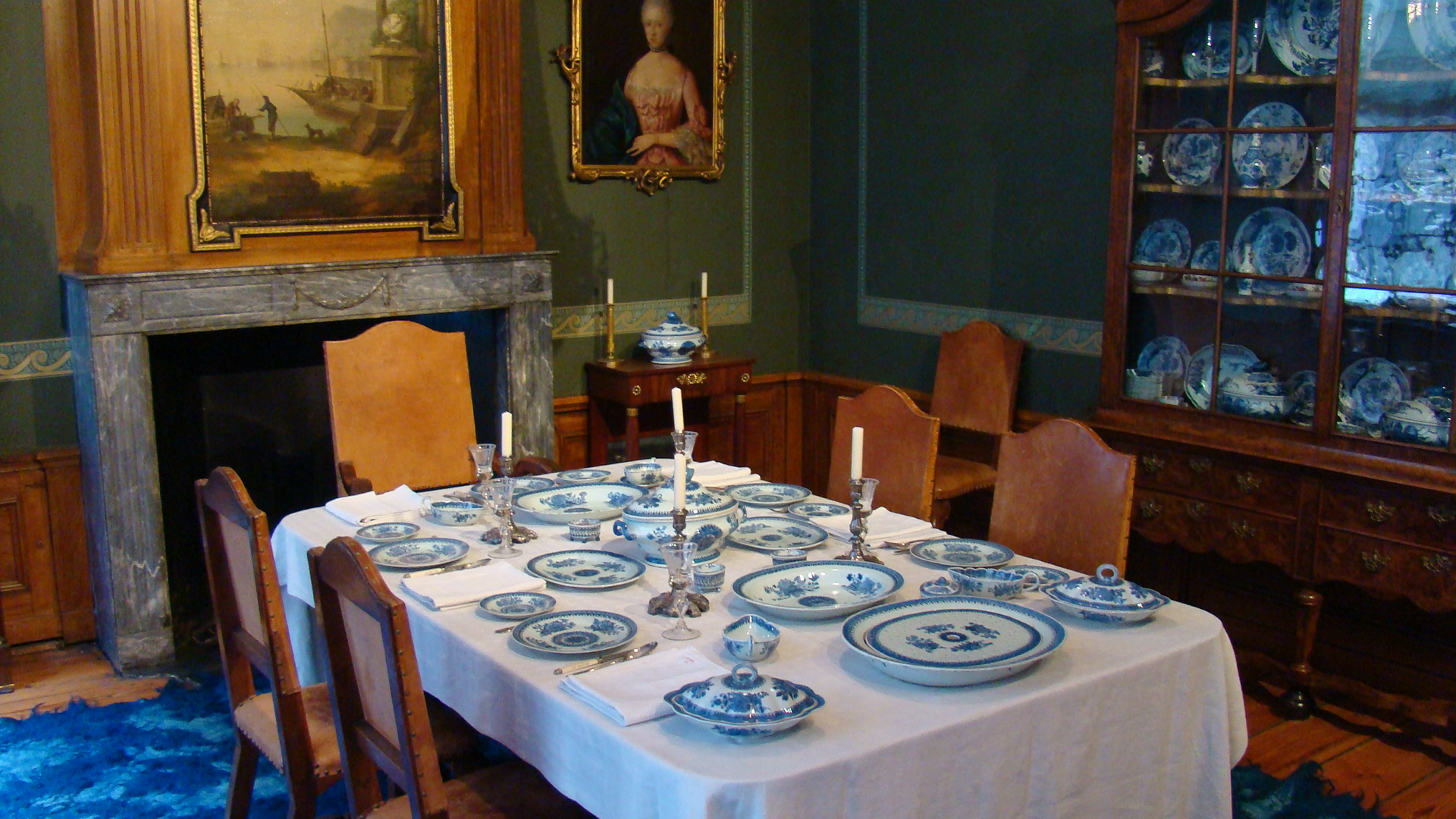
La Sala del Estilo
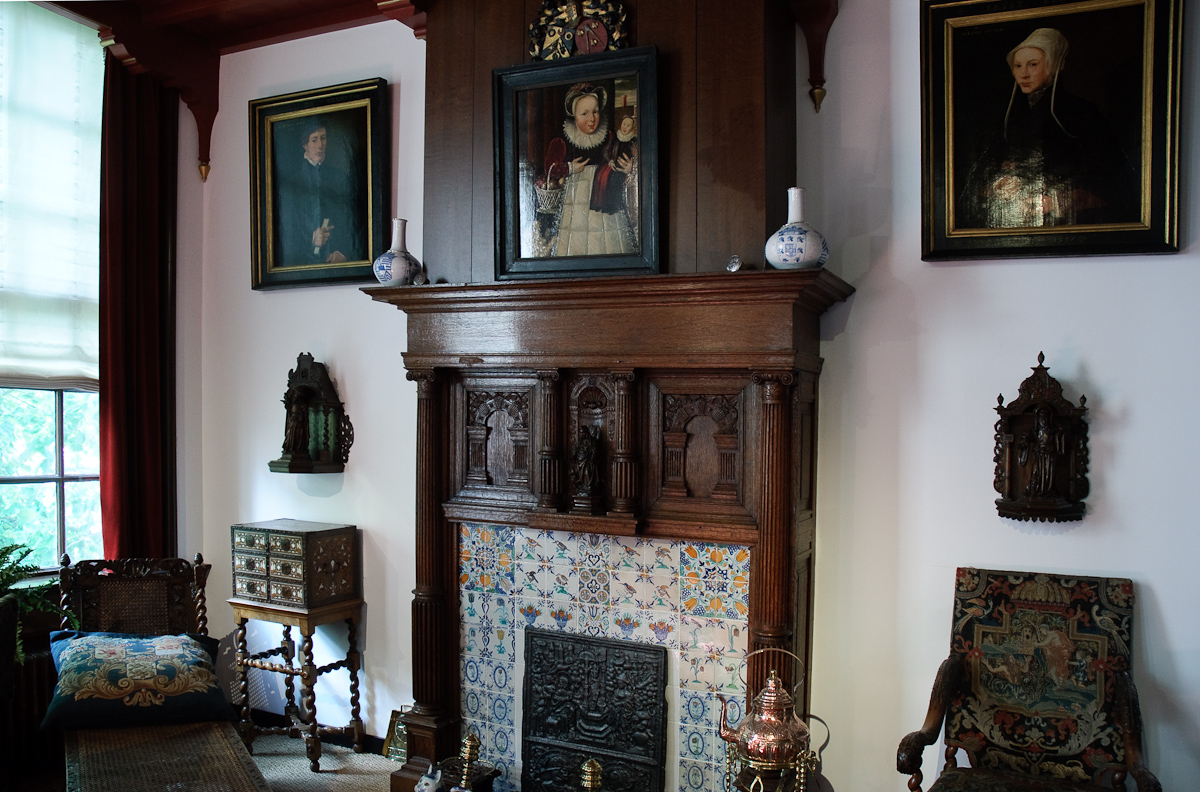
La Sala del Obispo

## Galería

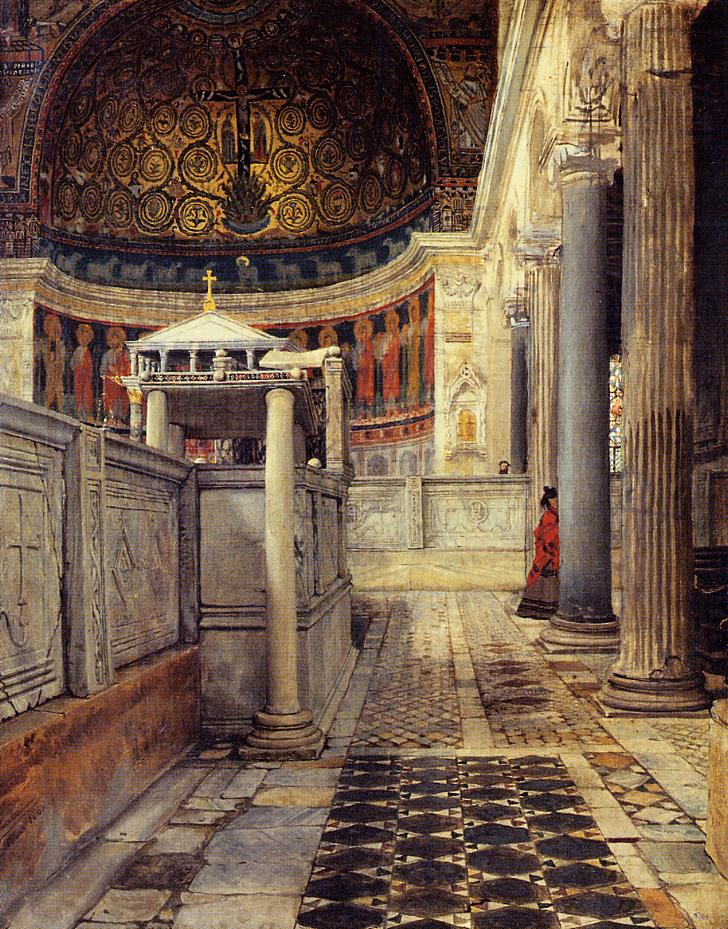
Interior de la basílica de San Clemente de Letrán (1863), por Lawrence Alma-Tadema
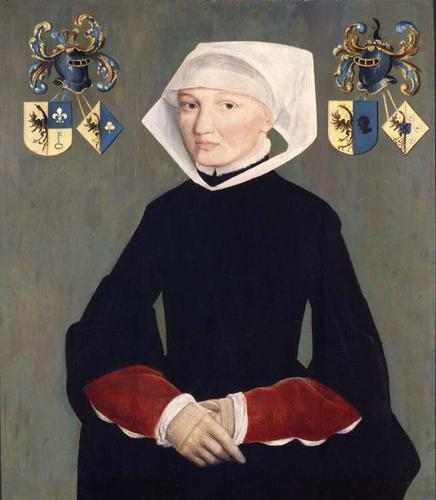
Retrato de Frouk van Haerda, por Adriaen van Cronenburg
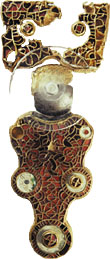
Fíbula de Wijnaldum
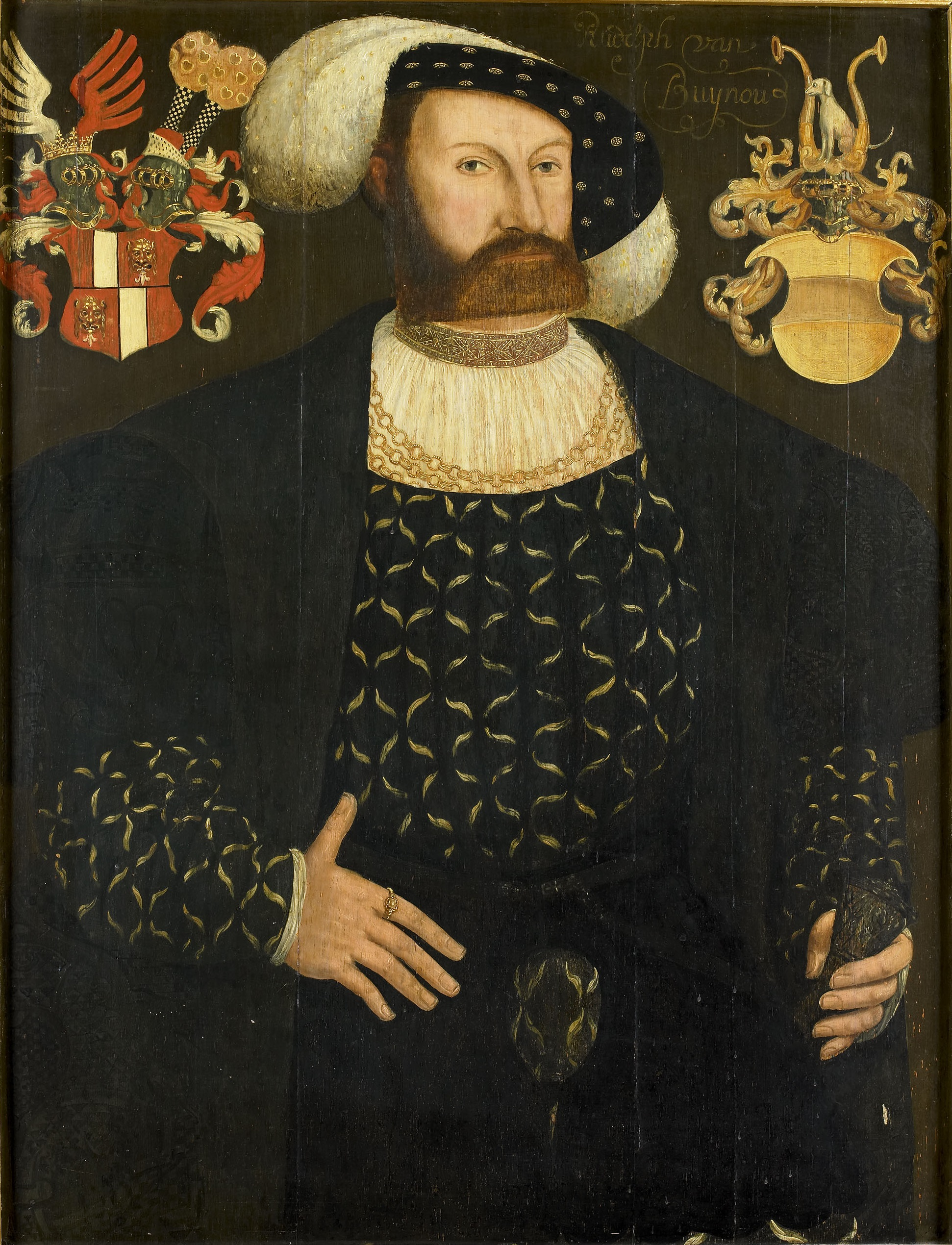
Retrato del estatúder Rudolph fan Buynou, por Adriaen van Cronenburg
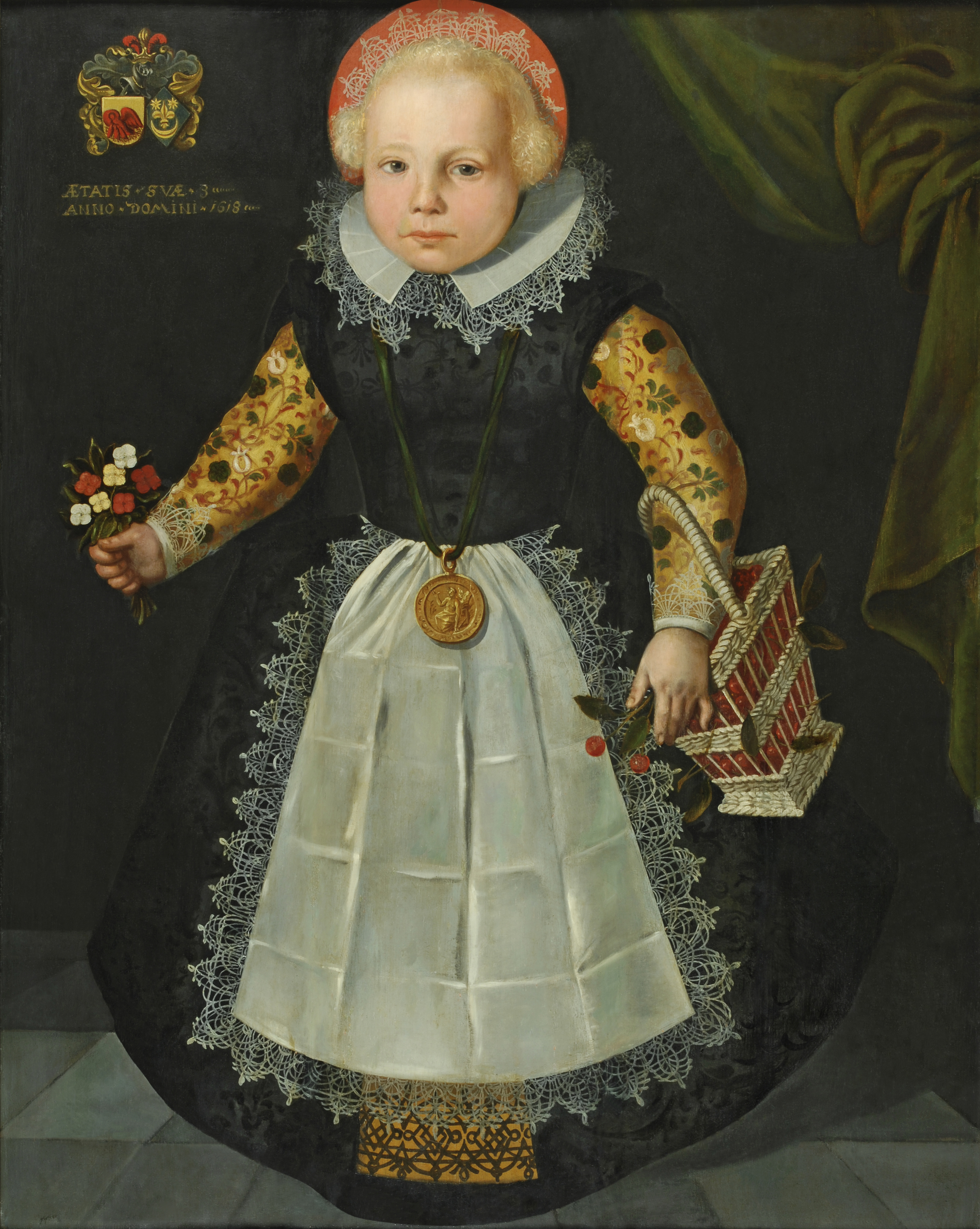
Retrato de Anna de Popma (1681)
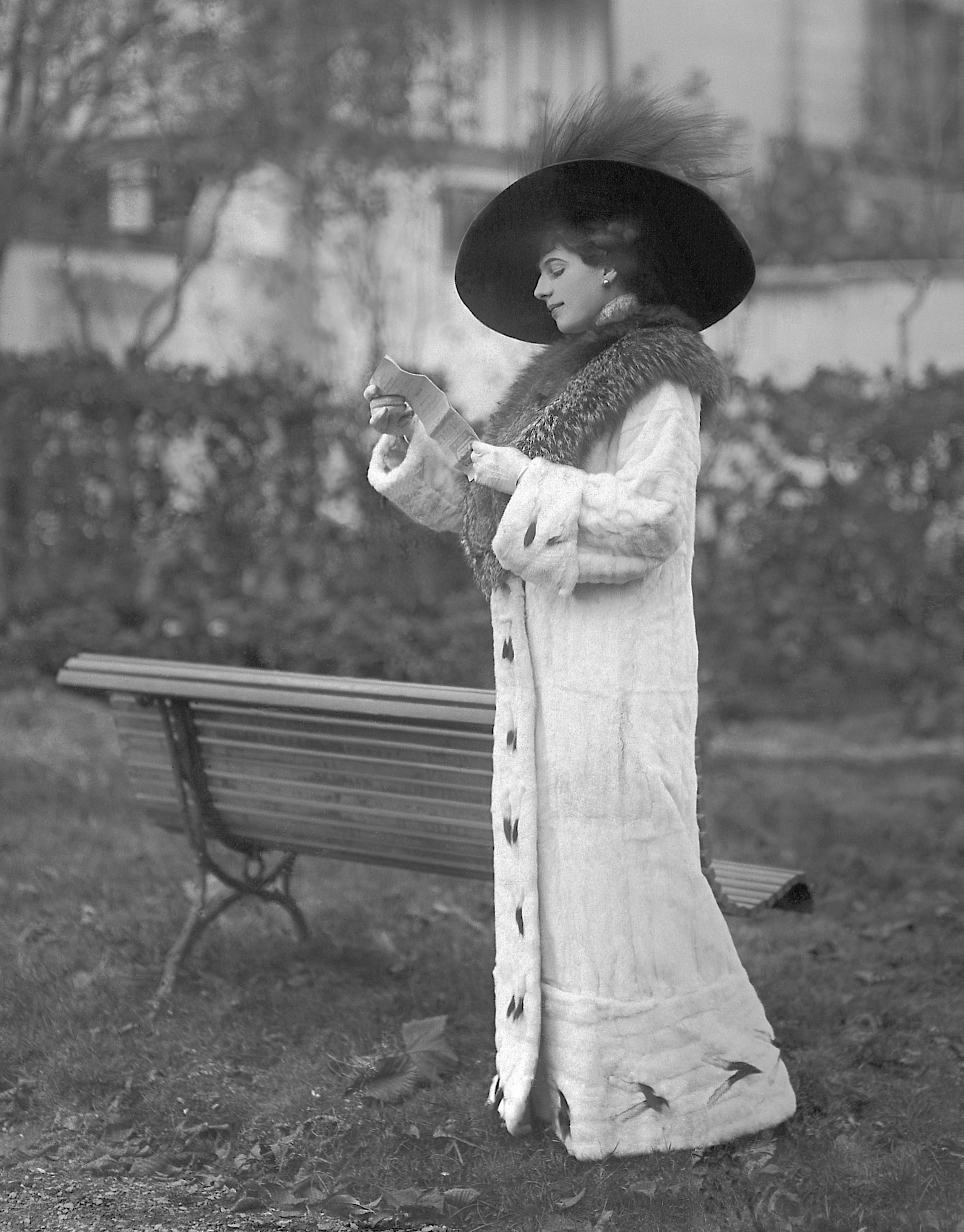
Mata Hari en el Hipódromo (1911), colección Mata Hari
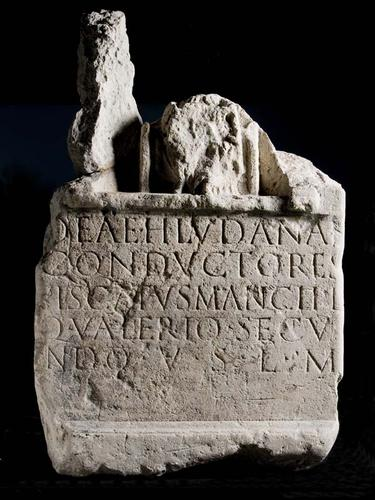
La piedra de Hludana (Hludana steen)
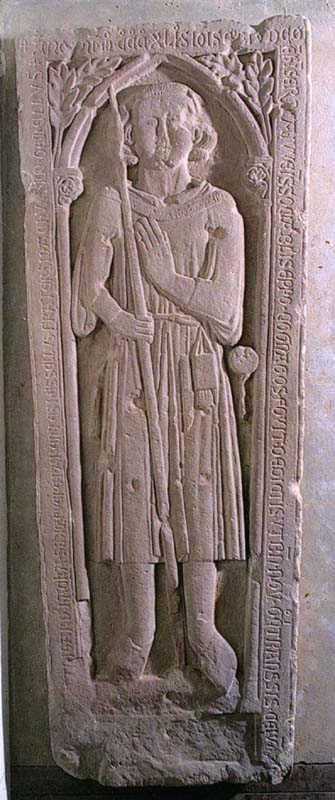
Epposteen van Rinsumageest, la tapa de un sarcófago frisón de 1341